# Japan Football League 2019
Die Japan Football League 2019 (japanisch 第21回日本フットボールリーグ) war die 21. Spielzeit der Japan Football League insgesamt und die sechste als vierthöchste Spielklasse im japanischen Fußball. An ihr nahmen 16 Vereine teil. Die Saison begann am 17. März 2019 und endete am 1. Dezember 2019.

## Teilnehmer
| Mannschaft                      | Stadt        | Stadion                                     | Kapazität | Bemerkungen                                          |
| ------------------------------- | ------------ | ------------------------------------------- | --------- | ---------------------------------------------------- |
| FC Imabari                      | Imabari      | Arigato Service Yume Stadium                | 5.000     | * J.League-Hundertjahrplan-Verein * J3-League-Lizenz |
| FC Osaka                        | Higashiōsaka | Kintetsu-Hanazono-Rugbystadion (Nebenplatz) | 1.722     |                                                      |
| Honda FC                        | Hamamatsu    | Honda Miyakoda Soccer Stadium               | 2.506     |                                                      |
| Honda Lock SC                   | Miyazaki     | Hinata Athletic Stadiumm                    | 20.000    |                                                      |
| FC Maruyasu Okazaki             | Okazaki      | Maruyasu Okazaki Ryūhoku Stadium            | 5.000     |                                                      |
| Matsue City FC                  | Matsue       | Matsue Municipal Athletic Stadium           | 24.000    |                                                      |
| MIO Biwako Shiga                | Kusatsu      | Higashiōmi Nunobiki Green Stadium           | 5.060     |                                                      |
| Nara Club                       | Nara         | Kōnoike Athletic Stadium                    | 30.600    | * J.League-Hundertjahrplan-Verein * J3-League-Lizenz |
| ReinMeer Aomori FC              | Aomori       | New Aomori Prefecture General Sports Park   | 20.809    | * J.League-Hundertjahrplan-Verein * J3-League-Lizenz |
| Ryūtsū Keizai Dragons Ryūgasaki | Ryūgasaki    | Ryugasaki Athletic Stadium                  | 2.162     |                                                      |
| Sony Sendai FC                  | Tagajō       | Miyagi Seikyo Megumino Soccer Stadium       | 10.000    |                                                      |
| Suzuka Unlimited FC             | Suzuka       | AGF Suzuka Athletic Stadium                 | 1.450     |                                                      |
| Tegevajaro Miyazaki             | Miyazaki     | Unilever Stadium Shintomi                   | 5.354     | * J.League-Hundertjahrplan-Verein                    |
| Tōkyō Musashino United FC       | Musashino    | Musashino Municipal Athletic Stadium        | 5.188     | * J.League-Hundertjahrplan-Verein * J3-League-Lizenz |
| Veertien Mie                    | Kuwana       | Asahi Gas Energy Tōin Stadium               | 5.142     | * J.League-Hundertjahrplan-Verein * J3-League-Lizenz |
| Verspah Ōita                    | Yufu         | Shōwa Denkō Soccer/Rugby Field              | 4.700     |                                                      |

## Tabelle
Stand: Saisonende 2019
| Pl. | Verein                          | Sp. | S  | U  | N  | Tore    | Diff. | Punkte |
| --- | ------------------------------- | --- | -- | -- | -- | ------- | ----- | ------ |
| 1.  | Honda FC                        | 30  | 19 | 6  | 5  | 059:300 | +29   | 63     |
| 2.  | Sony Sendai FC                  | 30  | 16 | 7  | 7  | 060:340 | +26   | 55     |
| 3.  | FC Imabari                      | 30  | 13 | 12 | 5  | 041:260 | +15   | 51     |
| 4.  | Tōkyō Musashino United FC       | 30  | 13 | 9  | 8  | 044:390 | +5    | 48     |
| 5.  | Tegevajaro Miyazaki             | 30  | 11 | 8  | 11 | 037:340 | +3    | 41     |
| 6.  | Honda Lock SC                   | 30  | 10 | 11 | 9  | 041:390 | +2    | 41     |
| 7.  | Verspah Ōita                    | 30  | 10 | 10 | 10 | 042:360 | +6    | 40     |
| 8.  | FC Osaka                        | 30  | 10 | 10 | 10 | 033:320 | +1    | 40     |
| 9.  | MIO Biwako Shiga                | 30  | 11 | 7  | 12 | 027:400 | −13   | 40     |
| 10. | Veertien Mie                    | 30  | 10 | 9  | 11 | 038:340 | +4    | 39     |
| 11. | FC Maruyasu Okazaki             | 30  | 9  | 11 | 10 | 030:300 | ±0    | 38     |
| 12. | Suzuka Unlimited FC             | 30  | 9  | 9  | 12 | 043:470 | −4    | 36     |
| 13. | ReinMeer Aomori FC              | 30  | 9  | 9  | 12 | 040:440 | −4    | 36     |
| 14. | Nara Club                       | 30  | 8  | 10 | 12 | 027:320 | −5    | 34     |
| 15. | Matsue City FC                  | 30  | 5  | 10 | 15 | 026:510 | −25   | 25     |
| 16. | Ryūtsū Keizai Dragons Ryūgasaki | 30  | 5  | 6  | 19 | 035:750 | −40   | 21     |

| Zum Saisonende 2019:                                                                          |
| Meister der Japan Football League Aufsteiger in die dritte Liga Absteiger in die Regionalliga |

## Torschützenliste
Stand: Saisonende 2019
| Platz | Spieler         | Mannschaft                      | Tore |
| ----- | --------------- | ------------------------------- | ---- |
| 1.    | Efrain Rintaro  | Suzuka Unlimited FC             | 18   |
| 2.    | Tsubasa Andō    | Honda Lock SC                   | 16   |
| 3.    | Kazuki Sakamoto | MIO Biwako Shiga                | 14   |
| 4.    | Yuta Uchino     | Sony Sendai FC                  | 12   |
| 4.    | Hiroki Bandai   | ReinMeer Aomori FC              | 12   |
| 6.    | Masahiko Sugita | Sony Sendai FC                  | 11   |
| 6.    | Jin Shioya      | Veertien Mie                    | 11   |
| 8.    | Yuki Mizutani   | Tōkyō Musashino United FC       | 10   |
| 9.    | Daiya Tōno      | Honda FC                        | 9    |
| 9.    | Koji Ishihara   | Tōkyō Musashino United FC       | 9    |
| 9.    | Hiroto Miyauchi | Matsue City FC                  | 9    |
| 12.   | Motoki Fujiwara | Sony Sendai FC                  | 8    |
| 12.   | Shōta Suzuki    | Sony Sendai FC                  | 8    |
| 12.   | Junki Endō      | Suzuka Unlimited FC             | 8    |
| 12.   | Tsubasa Haraoka | Ryūtsū Keizai Dragons Ryūgasaki | 8    |
| 12.   | Makoto Nakamura | Verspah Ōita                    | 8    |
| 12.   | Yuya Tomita     | Honda FC                        | 8    |
| 12.   | Ryota Kuwajima  | FC Imabari                      | 8    |
| 12.   | Reon Kodama     | Honda FC                        | 8    |

## Hattricks
Stand:Saisonende 2020
| Spieler         | Verein              | Gegnerischer Verein             | Ergebnis | Datum            |
| --------------- | ------------------- | ------------------------------- | -------- | ---------------- |
| Efrain Rintaro4 | Suzuka Unlimited FC | Tegevajaro Miyazaki             | 4:1 (H)  | 24. März 2019    |
| Yuta Uchino     | Sony Sendai FC      | Ryūtsū Keizai Dragons Ryūgasaki | 4:0 (A)  | 19. Mai 2019     |
| Daisuke Shimizu | Verspah Ōita        | MIO Biwako Shiga                | 4:1 (A)  | 7. Juli 2019     |
| Shunsuke Terao  | Veertien Mie        | Ryūtsū Keizai Dragons Ryūgasaki | 5:0 (A)  | 27. Oktober 2019 |

4 Vier Tore in einem Spiel